# Ерколе Ольджені
Ерколе Ольджені (італ. Ercole Olgeni, 11 грудня 1883 — 14 липня 1947) — італійський академічний веслувальник.
Олімпійський чемпіон 1920 року в складі розпашної двійки зі стерновим, срібний призер 1924 року в складі розпашної двійки зі стерновим.
Чемпіон Європи 1906 (розпашні двійки зі стерновим), 1908 (розпашні четвірки зі стерновим), 1911 (розпашні двійки зі стерновим) років, срібний призер 1905 (розпашні четвірки зі стерновим), 1908 (розпашні двійки зі стерновим), 1910 (парні двійки), 1910 (вісімки) років, бронзовий призер 1924 року в складі розпашної двійки зі стерновим.